# Iwan Gennadjewitsch Oschogin

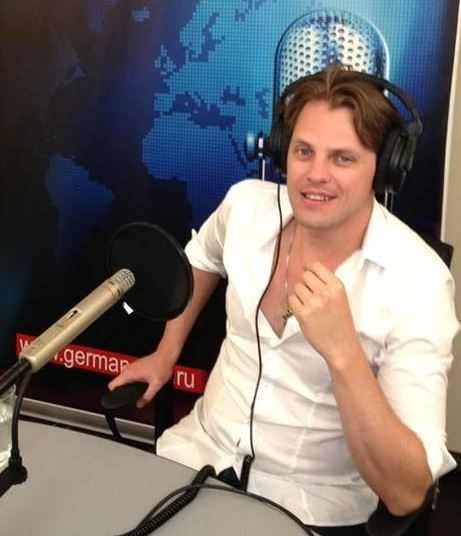
Iwan Oschogin

Iwan Gennadjewitsch Oschogin (russisch Иван Геннадьевич Ожогин, wiss. Transliteration Ivan Gennad'evič Ožogin; * 1. September 1978 in Uljanowsk) ist ein russischer Opern- und Musicaldarsteller. In Deutschland ist er durch die Rolle des Grafen von Krolock im Musical Tanz der Vampire bekannt geworden.

## Leben
Iwan Oschogin erhielt seit seinem dritten Lebensjahr eine Gesangsausbildung, besuchte eine staatliche Musikschule und erlernte das Spielen verschiedener Musikinstrumente.
2002 schloss er seine Ausbildung als Musicaldarsteller an der Russischen Akademie für Theaterkunst in Moskau ab und wurde sofort für  Haupt- und Nebenrollen in den russischen Produktionen von Musicals Chicago, Cats und Die Schöne und das Biest sowie in den russischen Musicals Die Hochzeit der Eichelhäher, Nord-Ost und Der schwarze Zaum einer weißen Stute engagiert.
Neben seiner Tätigkeit als Musicaldarsteller verfügt Iwan Oschogin über ein  klassisches Repertoire als Opernsänger. Er tritt an der Moskauer Helikon-Oper auf, nimmt regelmäßig an Liederabenden teil, in denen er russische Volks- und Liebeslieder singt, und arbeitet mit  russischen Orchestern zusammen.
Seit 2007 ist er Solist im Chor des St. Nikolaus-Klosters an der Ugrescha und war mit dem Chor Bolschoi Don Kosaken in Russland und Europa auf Tour.
2011 schaffte Iwan Oschogin seinen Durchbruch als Musicalsänger mit der Rolle des Grafen von Krolock in der russischen Produktion des Musicals Tanz der Vampire. Die Russland-Premiere des Musicals fand am 3. September 2011 im Theater für Musikkomödie in St. Petersburg statt.

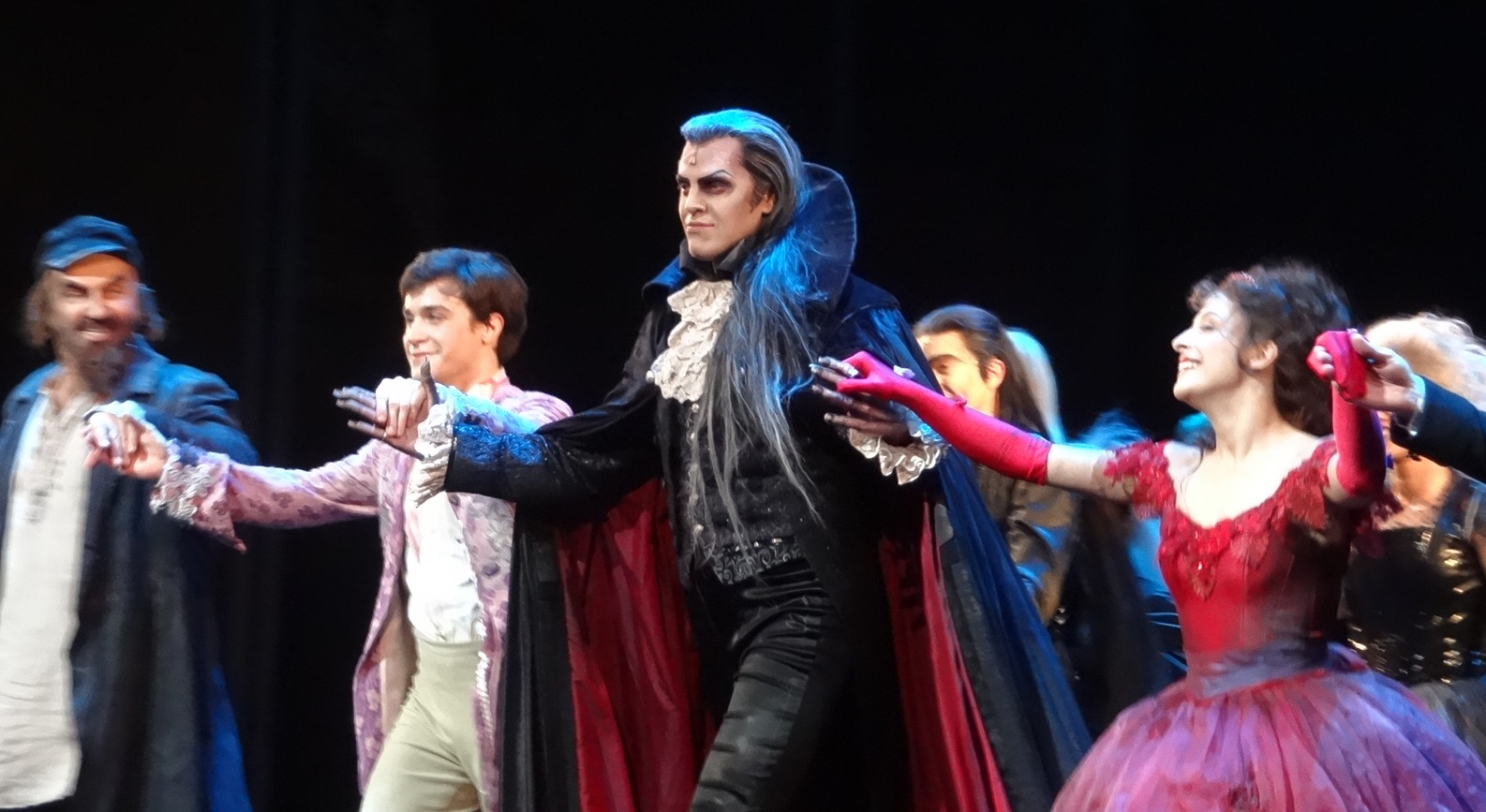
Tanz der Vampire, Theater des Westens in Berlin

2013 übernahm Iwan Oschogin die Rolle des Grafen von Krolock in der Berliner Inszenierung von Tanz der Vampire und wurde damit Nachfolger von Thomas Borchert. Am 8. Februar 2013 feierte Iwan Oschogin seine deutschsprachige Premiere im Theater des Westens in Berlin. Er spielte bis zur Dernière des Musicals in Deutschland und wurde damit der letzte Graf von Krolock auf der deutschen Bühne dieser Spielzeit. Iwan Oschogin ist neben Kirill Zolygin (Paris und Deutschland) der einzige Musicaldarsteller, der dieselbe Rolle parallel in zwei verschiedenen Sprachen in zwei verschiedenen Ländern spielte. Er ist außerdem der erste russische Musicaldarsteller, der für die Hauptrolle in einem deutschen Musical engagiert wurde.
Ab 2014 spielte Iwan Oschogin das Phantom in der russischen Musicalproduktion Das Phantom der Oper in Moskau. Seit Januar 2015 ist Oschogin  auch als Dr. Jekyll und Mr. Hyde  am St. Petersburger Theater für Musikkomödie zu sehen. Seit September 2014 spielt Oschogin den Professor Voland im neuen Musical Der Meister und Margarita. Das Musical basiert auf dem legendären Roman von Michail Bulgakow. Den Pressemitteilungen zufolge soll es demnächst auch am Broadway produziert werden. Außerdem nimmt Oschogin am 3D-Musical über die polnische Stummfilmschauspielerin Pola Negri teil.

## Engagements
- 2001–2002: Die Verlobung im Kloster als Harlekin (Moskau)
- 2002–2003: Chicago als Mary Sunshine (Moskau)
- 2003–2004: Die Hochzeit der Eichelhäher als Zacharija und Nachtigall (Moskau)
- 2004: Nord-Ost als Romaschow (Moskau)
- 2005–2006: Cats als Munkustrap (Moskau)
- 2006–2008: Der schwarze Zaum einer weißen Stute als Agiz-in-parowoz (Moskau)
- seit 2007: Solist im Chor des St. Nikolaus-Klosters an der Ugrescha (Dserschinski)
- seit 2008: Rasputin als Fürst Jussupow (Moskau)
- 2009–2010: Die Schöne und das Biest als Monsieur d’Arque (Moskau)
- 2010–2011: Mitglied der russischen Musical-Tenöre in der Broadway Stars Show (Moskau)
- seit 2011: Tanz der Vampire als Graf von Krolock (St. Petersburg)
- seit 2012: Nussknacker als Mausekönig (St. Petersburger Eistheater)
- 02–08/2013: Tanz der Vampire als Graf von Krolock (Berlin)
- seit 2014: Der Meister und Margarita als Woland (St. Petersburg/Moskau)
- seit 2014: Der Phantom der Oper als Phantom (Moscow)
- seit 2015: Jekyll & Hyde als Dr. Jekyll und Mr. Hyde (St. Petersburg)
- 07–08/2018: Tanz der Vampire als Graf von Krolock (Köln)

## Auszeichnungen
- 2012: Nominierung für den St. Petersburger Theater-Preis Goldene Soffitte als „Bester Musicaldarsteller“ für die Rolle des Grafen von Krolock in der russischen Produktion von Tanz der Vampire.[9]
- 2012: Auszeichnung mit dem russischen nationalen Theater-Preis Das Musikalische Herz des Theaters als „Bester Musicaldarsteller“ für die Rolle des Grafen von Krolock.
- 2013: Auszeichnung mit dem russischen nationalen Theater-Preis Goldene Maske als „Bester Musicaldarsteller“ für die Rolle des Grafen von Krolock.[10]